# Imagologia luso-hispânica
A Imagologia é vista como uma ciência que se dedica ao estudo das imagens mentais ou dos imagotipos. Estereótipos, mentalidades, preconceitos, atitudes, imagens e outras noções podem ser sintetizados, através do abrangente conceito de imagem que hoje é muito comum. Estas ideias formam-se através de relatos de conterrâneos que viajaram, atitudes pontuais, notícias etc. Adam Smith, em 'Teoria dos Sentimentos Morais'', disse: "Quando um viajante nos dá um parecer sobre uma nação, pode impor sobre a nossa credulidade infundadas e absurdas obras de ficcção como relatos factuais"
Os imagotipos, por sua vez, são clichés sobre os povos. Os imagotipos também podem ser considerados “imagens na nossa mente”. Neste artigo, o foco será sobre a imagologia que o povo de Portugal tem presente sobre a população de Espanha e vice-versa

## História Luso-Hispânica
Portugal e Espanha percorreram o mesmo percurso histórico, tendo sido invadidos pelos romanos em 218 a.C.  e posteriormente pelos muçulmanos no ano 711. 
Os Romanos começaram a conquista da Península Ibérica pelo ano 218 a. C., durante a Segunda Guerra Púnica, entre Roma e Cartago, em que as tropas comandadas por Cneu Cipião desembarcaram em Ampúrias. Durante vários anos lutaram contra o domínio dos Cartagineses, acabando por expulsá-los da Península em 206 a.C., com a conquista de Cádis, passando a dominar o litoral mediterrânico.  
Os muçulmanos, dominados pela mesma fé e oriundos dos vários territórios do médio oriente,  aproveitaram o estado de decomposição da monarquia visigótica, atravessaram o Estreito, conquistaram e apoderaram-se da Península Ibérica em 711. Os exércitos atacaram de sul para norte e, agora chegados ao centro de Espanha, expandiram-se para o ocidente, tomando, assim, Portugal. Em 715, a ocupação estava praticamente concluída. 
No entanto, havia um pequeno grupo de cristãos nas Astúrias que resistia à ocupação muçulmana, que viria a dar início à Reconquista. A completa expulsão dos Árabes que se deu apenas em 1492 foi dominada por uma longa luta armada. Os cristãos venceram o mundo islâmico devido à divisão interna deste, patente na fragmentação política que tornavam frequentes as guerras civis árabes. 
O Tratado de Tordesilhas, como o próprio nome indica foi assinado na povoação castelhana de Tordesilhas no dia  7 de Junho de 1494, envolvendo os reinos de Portugal e Castela.
Este tratado foi um tratado celebrado entre o Reino de Portugal e o recém-formado Reino da Espanha para dividir as terras “descobertas e por descobrir” por ambos os reinos fora da Europa.
Ficou, então, acordado que os territórios a leste deste meridiano pertenceriam a Portugal e os territórios a oeste, à Espanha. O tratado foi ratificado pela Espanha a 2 de Julho e por Portugal a 5 de Setembro no ano de 1494.
O período de domínio filipino em Portugal entre 1580 a 1640 na sequência do desaparecimento do rei D. Sebastião na batalha de Alcácer Quibir. Como o D. Sebastião não deixou herdeiros, Portugal ficou propicio a ser governado pela família real espanhola que tinha vínculos familiares com a família real portuguesa. 
O domínio filipino ficou marcado pela organização da Coroa,  pelo empobrecimento do povo e pelas regalias concedidas constantemente às classes privilegiadas da época: clero e nobreza. A então conhecida armada invencível tenta medir forças com a Inglaterra, porém a Espanha sai derrotada trazendo sérias consequências para a economia e estado social portugueses. 
Com a nomeação de vice-Reis espanhóis, abolição da autonomia e recrutamentos constantes, o mal-estar generaliza-se. Aproveitando a deslocação de tropas e de atenções para a revolta de Catalunha de 1640, alguns nobres e letrados portugueses, conspirados, derrubam a duquesa de Mântua, representante de Filipe III no País, e restauram a independência de Portugal, em 1 de Dezembro de 1640, aclamando rei D. João, duque de Bragança, então D. João IV, e pondo fim a 60 anos de domínio filipino.
Quando D. João IV morreu, os espanhóis tentaram lutar por Portugal contra o seu filho D. Afonso VI, mas foram derrotados na batalhas do Ameixial (1663), Castelo Rodrigo (1664) e Montes Claros (1665), o que levou Espanha a reconhecer a independência portuguesa em 1668 pelo Tratado de Lisboa.
O iberismo inicia-se como tal no século XVIII com José Marchena, que, em l'Avis aux espagnols, deu à doutrina um cariz progressista, federal e republicano. Porém o verdadeiro auge pró-iberista dá-se durante o século XIX.
Em Espanha, a dissolução do Antigo Regime e a formação do Estado liberal estiveram na origem da invasão da Península pelas tropas napoleónicas, demorando-se quase três décadas a consolidação do Liberalismo. A Guerra Peninsular (1807-1814) foi testemunha de outra tentativa de união entre Espanha e Portugal.

## Estereótipos

### Espanha vista pelos portugueses
1. Os espanhóis são preguiçosos e adoram dormir a sesta. Na União Europeia, os espanhóis são os que trabalham mais horas. É verdade que os espanhóis gostam de dormir uma sesta, mas segundo o jornal ABC, apenas 16,2% da população tem a oportunidade de o fazer. Esses 16,2% são representados em grande parte por pessoas reformadas, ou que vivem em aldeias. Muitos espanhóis vivem nas grandes cidades, longe do local de trabalho e por isso não têm tempo de ir a casa almoçar, muito menos dormir uma sesta. As autoridades de saúde dizem que dormir uma sesta, a meio do dia, é saudável e ajuda na recuperação do corpo durante o resto do dia. Os espanhóis são pessoas com menos tempo de férias e dormem menos do que os restantes europeus.[1]
2. Espanha é o país do sol e das praias. Espanha tem mais sol do que o resto da Europa, já que dos países mais perto do meridiano. No entanto, no norte do país há menos sol do que no Sul e no planalto central, durante o inverno o termómetro pode chegar a temperaturas bastante baixas. Ainda assim o sol predomina ao longo do Mediterrâneo e no sul, na Andaluzia. No que diz respeito às praias espanholas, existe uma uma grande variedade: desde o Mediterrâneo até às Ilhas Baleares e das Ilhas Canárias até às ondas ao longo da costa do Norte. Estamos, portanto, perante um estereótipo fundamentado. Algumas  destas praias são visitadas diariamente, onde existem elevados padrões de limpeza. Por esta razão, muitas delas possuem a Bandeira Azul, que atesta este facto.
3. Espanha é a terra das touradas. A tourada é descrita como uma tradição cultural. É verdade que existem mais touradas em Espanha do que no resto do mundo, mas a sua popularidade está a diminuir a cada ano que passa. Segundo um inquérito do jornal 20 Minutos, 63% da população está a favor da abolição das touradas[2] e os jovens preferem assistir ao futebol. A maioria das pessoas que assiste às touradas são pessoas já de meia idade ou idosos. Em algumas comunidades, como as Ilhas Canárias e a Catalunha, os espetáculos tendem a ser banidos. Agora existe mesmo uma maioria crescente e progressiva que se opõe aos espetáculos que envolvam animais, pois consideram-nos um acto cruel e como algo irrelevante para a vida moderna.
4. Espanha a terra do flamenco. Diz-se que a maioria da população não sabe dançar flamenco. O flamenco tem a sua origem na Andaluzia, especialmente em Sevilha. Esta não é de todo uma dança fácil, e para se conseguir dançar deve-se frequentar aulas específicas e exige uma prática constante. Os bailarinos de flamenco são bastante dedicados, devido ao grau de dificuldade de aprendizagem. Cada região da Espanha tem a sua dança tradicional, mas, definitivamente, o flamenco é a dança mais dramática. Os ciganos da Andaluzia são as estrelas e especialistas desta dança, segundo os portugueses.
5. Todos os espanhóis têm o cabelo escuro, os olhos escuros e a pele escura. Há pessoas de todas as formas e feitios em Espanha. É de relembrar que os vândalos ficaram na Espanha por um pequeno período e os visigodos permaneceram na Espanha por séculos. Estas eram duas tribos germânicas e deixaram os seus genes em Espanha. Hoje em dia existem muitas pessoas de pele clara, com olhos claros e cabelo loiro natural. A pele escura dos espanhóis pode ou não ser natural, e as pessoas que vivem no sul do país ou ao longo da costa do Mediterrâneo podem até ter um bronzeado profundo, por passarem o dia ao ar livre, enquanto o sol brilha. Um bronzeado profundo nas culturas mediterrâneas é também um símbolo de estatuto, ou seja, significa que as pessoas têm tempo e dinheiro para estar de férias na praia.
6. Espanha é a terra da paelha e da sangria. Podemos considerar este estereótipo como sendo verdadeiro, pois os espanhóis adoram paelha e em quase todas as partes da Espanha podemos encontrar qualquer tipo de paelha nos restaurantes.  Existem diferentes variedades, sendo a mais famosa a Valenciana, originalmente de Valencia. A sangria não é tão popular entre os espanhóis de gema, ao contrário dos turistas e jovens. Preferem beber um bom vinho tinto de origem nacional. Os espanhóis elegem-no como acompanhamento para tudo, peixes ou carnes.
7. Espanha é a terra das festividades. Cada cidade, vila e aldeia tem pelo menos uma festa por ano. Geralmente, estas festas servem para homenagear o santo padroeiro local. Os espanhóis gostam de se divertir e as festas são o local ideal para isso. Esta é uma das razões pela qual muitos estrangeiros visitam Espanha. A maioria das festividades são eventos muito coloridos e é quando os espanhóis vestem o seu traje regional e preparam cozinhados típicos da região.
8. Os espanhóis adoram presunto nacional. O presunto mais apreciado entre os espanhóis é o "pata negra" da província de Huelva. Os porcos desta região têm cascos negros, daí o nome. Os porcos comem bolotas de carvalho. As bolotas são ricas em antioxidantes, o que torna o presunto muito saudável. Existem estudos científicos que demonstram que a sua ingestão ajuda a baixar o nível de colesterol.[3] Este presunto tem um ligeiro sabor a noz e é considerado um item gourmet em Espanha.
9. Os homens espanhóis são amantes latinos. A maioria dos homens espanhóis não se inclui neste estereótipo. No entanto, o latin lover está bastante vivo em Espanha. Geralmente um espanhol é bastante charmoso, é muito divertido, e muito experiente na arte da sedução. As suas vítimas costumam ser mulheres jovens, bonitas e em alguns casos com posses financeiras.
10. Os espanhóis são antipáticos e falam muito rápido' O comum português acha que os espanhóis falam muito rápido, talvez por não perceber, ou talvez por ser verdade, esta rapidez traduz-se numa sensação de falta de investimento na clara comunicação entre ambos, daí o estigma da antipatia.
11. “De Espanha, nem bons ventos, nem bons casamentos” Esta expressão tem como argumento os ventos que vêem de Espanha, que no inverno costumam ser desagradáveis e no verão serem secos e rigorosos. Em relação à expressão "nem bons casamentos", esta deve-se ao facto de alguns casamentos entre as coroas de Portugal e Espanha terem sido mal sucedidos e que sempre comprometeram a independência política.
12. Jargão. Muitas das palavras usadas pelo espanhol médio, ao longo de um dia, são repetições de “joder”, “coño”, “de puta madre”. Os espanhóis tanto usam em acepção positiva, como negativa.

### Portugal visto pelos espanhóis
Apesar de Portugal ser o país vizinho dos espanhóis, estes não são capazes de dar muita informação sobre os portugueses. As razões para tal são as seguintes:
1. Portugal? Para os espanhóis, Portugal não passa de um país desconhecido (sabem onde está mas esquecem-se da sua existência). A falta de interesse por Portugal é a melhor forma para descrever a visão que este povo tem dos portugueses.
2. Linguistas Os portugueses são vistos como um povo que tem bastante facilidade e rapidez em aprender línguas, um povo amável e hospitaleiro. São, no entanto, tidos como menos extrovertidos e animados.
3. Turismo Portugal é visto como um país atractivo, pela sua proximidade para fazer turismo, onde o religioso é o mais procurado, principalmente o norte de Portugal e Fátima e onde o Algarve é mais conhecido pelo turismo de praia.
4. Política e economia A crise actual foi a causa de um maior conhecimento de Portugal pelos espanhóis. Identificam-se com a mentalidade geral de 'quem rouba, rico é'
5. Sub-desenvolvimento Os portugueses são também vistos como um povo mais rural, menos desenvolvido cultural e economicamente.
6. As mulheres Por fim, e talvez o mais controverso, é o estereótipo de que as mulheres portuguesas são peludas.
7. Toalhas Muitos espanhóis têm Portugal como um bom sítio para comprar... Toalhas de praia. Pode-se dever ao sector têxtil português, ou pode ser apenas um ritual.